# Elastic Heart
Elastic Heart è un singolo della cantante australiana Sia, pubblicato il 1º ottobre 2013 come secondo estratto dalla colonna sonora del film Hunger Games - La ragazza di fuoco.

## Descrizione
Elastic Heart ha visto la partecipazione del cantante canadese The Weeknd e del DJ statunitense Diplo.
Una versione incisa dalla sola Sia è stata inserita nel suo sesto album in studio 1000 Forms of Fear, venendo estratta come quarto singolo dall'album il 7 gennaio 2015.

## Video musicale
Il 14 novembre 2013 Sia ha annunciato attraverso Twitter di aver diretto il video del brano, mentre il 6 gennaio 2015 Maddie Ziegler, protagonista del video di Chandelier, ne pubblicò un'anteprima.

Il video è stato pubblicato ufficialmente il 7 gennaio 2015 e ha visto la partecipazione della Ziegler e dell'attore Shia LaBeouf; esso è stato criticato a causa della danza interpretativa eseguita dai due attori all'interno di una gabbia, con LaBeouf a torso nudo con soli boxer color carne e la ragazzina con un body dello stesso colore. Dopo svariate accuse l'artista si difende pubblicamente sulla propria pagina Twitter:

## Tracce
Download digitale, CD promozionale (Paesi Bassi)
1. Elastic Heart (featuring The Weeknd & Diplo) (from "The Hunger Games: Catching Fire" / Soundtrack) – 4:18

Download digitale – Remix
1. Elastic Heart (Clams Casino Remix) – 5:17
2. Elastic Heart (Evian Christ Remix) – 3:47
3. Elastic Heart (Blood Diamonds Remix) – 5:08
4. Elastic Heart (Kid Arkade Extended Mix) – 5:23
5. Elastic Heart (Steve Pitron & Max Sanna Club Mix) – 7:22
6. Elastic Heart (Wideboys Elastic Club Mix) – 5:32
7. Elastic Heart (Wideboys Heart Club Mix) – 5:47

## Classifiche

### Versione originaria
| Classifica (2013) | Posizione massima |
| ----------------- | ----------------- |
| Belgio (Vallonia) | 77                |
| Danimarca         | 21                |
| Italia            | 11                |
| Nuova Zelanda     | 7                 |
| Paesi Bassi       | 46                |
| Regno Unito       | 79                |
| Svizzera          | 12                |

### Versione di Sia
| Classifica (2015) | Posizione massima |
| ----------------- | ----------------- |
| Australia         | 5                 |
| Austria           | 15                |
| Belgio (Fiandre)  | 35                |
| Belgio (Vallonia) | 16                |
| Finlandia         | 14                |
| Francia           | 23                |
| Germania          | 29                |
| Norvegia          | 10                |
| Regno Unito       | 10                |
| Spagna            | 9                 |
| Svezia            | 14                |